# Frans 2. af Frankrig
Frans 2. af Frankrig (fransk: François II) (født 19. januar 1544, død 5. december 1560) var konge af Frankrig fra 1559 til 1560. Han var søn af Henrik 2. af Frankrig og Katarina af Medici og bror til Karl 9. af Frankrig og Henrik 3. af Frankrig.
Han blev gift i 1558 med Maria Stuart, Dronning af Skotland, og var dermed Kongegemal af Skotland. Han besteg Frankrigs trone i 1559, men udøvede ingen magt. Den lå hos hertugen af Guise, som var morbror til hans dronning.
Frans døde kun 16 år gammel af en byld i øret, som spredte sig til hjernen.